# Karol I Podiebradowicz
Karol I Podiebradowicz (ur. 4 maja 1476 w Kłodzku, zm. 31 maja 1536 w Ząbkowicach Śląskich), w latach 1498–1536 książę ziębicki, w latach 1498–1501 hrabia kłodzki (tytularnie do śmierci), w latach 1495–1536 książę oleśnicki. Starosta generalny Dolnego Śląska od 1517 r. oraz Górnego Śląska od 1528 r.

## Życiorys
Karol I był piątym dzieckiem i czwartym synem Henryka I Starszego i Urszuli Brandenburskiej. 6 stycznia 1488 r. ożenił się w Głogowie z Anną, córką księcia żagańskiego Jana II Szalonego i Katarzyny, córki księcia opawskiego Wilhelma z dynastii Przemyślidów. W chwili zawarcia ślubu małżonkowie byli jeszcze dziećmi, dlatego też faktyczne zawarcie małżeństwa nastąpiło dopiero wkrótce po 14 lutego 1495 r., zapewne 3 marca 1495 r., czyli w ostatni dzień karnawału. Posag żony wynoszący 6000 dukatów został zabezpieczony na majątkach Podiebradów. Po śmierci ojca Karol rządził razem ze starszymi braćmi Albrechtem i Jerzym. Rezydował początkowo w Kłodzku. Po śmierci Jerzego Karol przeniósł się do Oleśnicy. Po śmierci Albrechta stał się posiadaczem całego ojcowskiego majątku, a w 1515 r. po śmierci bratanka Bartłomieja, syna Wiktoryna, jedynym męskim przedstawicielem dynastii Podiebradów.
Na początku XVI w. doszło do spadku znaczenia jego rodu. 3 maja 1500 r. Ulrichowi von Hardeckowi za 60 000 talarów zostało sprzedane hrabstwo kłodzkie, w 1509 r. książę opolski Jan II Dobry został panem Ziębic, a w 1517 r. Wołowa. Karol sprzedał również Ścinawę Janowi Thurzonowi, młodszemu bratu biskupa wrocławskiego.
Równocześnie Karol był ostatnim Podiebradem, którego znaczenie wychodziło poza Śląsk. W 1515 r. król Władysław Jagiellończyk mianował Karola swoim doradcą, a jego syn nominacje tę odnowił. Dalsza kariera wyglądała następująco: w 1519 r. został zwierzchnim wójtem Górnych Łużyc, w 1523 r. namiestnikiem Królestwa Czeskiego, w 1517 r. starostą generalnym Dolnego Śląska i dożywotnim starostą księstwa głogowskiego ze wszystkimi dochodami i korzyściami, a w 1528 r. został mianowany przez Ferdynanda I starostą Dolnego i Górnego Śląska. W 1532 r. potwierdzono mu dożywotnio wszystkie urzędy. Odzyskał księstwo ziębickie z Ząbkowicami, gdzie w latach 1524–1532 rozpoczął budowę zamku, której jednak nie ukończył z braku pieniędzy.
W 1522 r. nawiązał kontakt z Marcinem Lutrem, ale do śmierci pozostał katolikiem. Karol został pochowany w kościele św. Anny w Ząbkowicach Śląskich. W 1541 r. spoczęła tam również jego żona. Dzieci ufundowały im grobowiec wykonany przez Ulryka z Żagania, który stał pierwotnie w prezbiterium świątyni, a od 1815 do dziś w kaplicy Kauffunga.

## Potomstwo
Ze związku z Anną, córką księcia żagańskiego Jana II Szalonego i Katarzyny Opawskiej miał dwanaścioro dzieci:
- Henryk (1497–1497)
- Anna (1499–1504)
- Katarzyna (1500–1507)
- Małgorzata (1501–1551), ożeniona z Janem Zajíciem z Hasenburga(inne języki)
- Joachim (1503–1562), biskup brandenburski
- Kunegunda (Kunhuta) (1504–1532), ożeniona z Krzysztofem Černohorským z Boskovic
- Urszula (Vorsila) (1505–1539), ożeniona z Hieronimem Biebersteinem
- Henryk II (1507–1548), książę ziębicko-oleśnicki
- Jadwiga (1508–1531), ożeniona z Jerzym Hohenzollern-Ansbach
- Jan (1509–1565), książę ziębicko-oleśnicki
- Barbara (1511–1539), zakonnica w Strzelinie
- Jerzy II (1512–1553), książę ziębicko-oleśnicki.

## Sarkofag

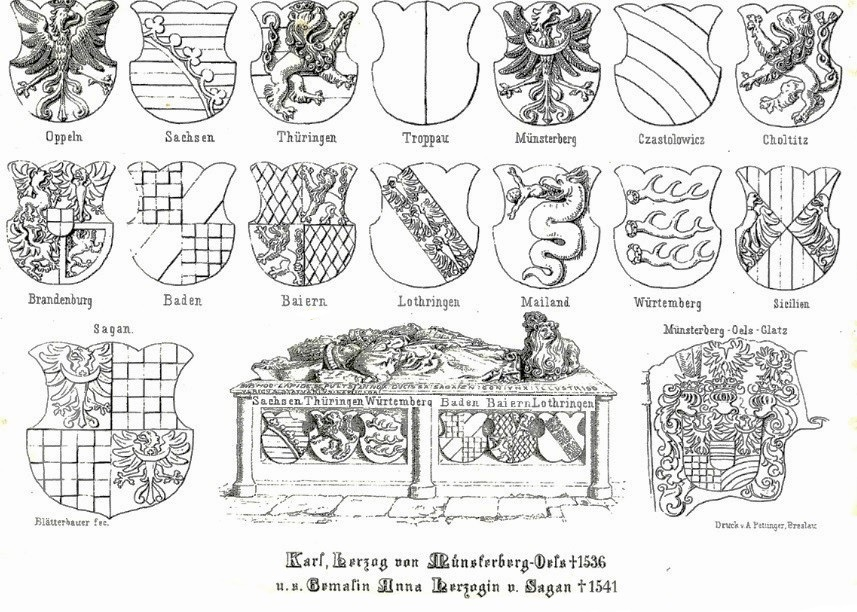
Sarkofag z herbami

W  kaplicy Kauffunga kościoła św. Anny w Ząbkowicach znajduje się sarkofag księcia Karola I Podiebradowicza i jego żony księżnej Anny Żagańskiej, który pierwotnie stał w prezbiterium oraz epitafia Sigismunda Kaufunga von Chlum (zm. 1573) i jego syna (zm. 1634), rycerzy z ziemi ząbkowickiej. Na ścianach sarkofagu według Hansa Lutscha były herby.
Herby
- leżący nad głową: Karola I Podiebradowicza księstwa ziębickiego
- leżący nad głową: Anny Żagańskiej księstwa żagańskiego
- z przodu:  Sicilien (Królestwa Sycylii)[4]; Koldicz (von Colditz)[5]
- z tyłu: Sagan (księstwo żagańskie), Brandenburg (Brandenburgii)

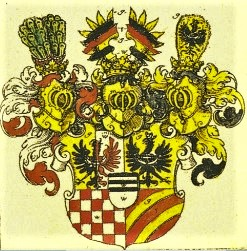
Herb Karola I (księstwo ziębickie)
Herb Anny (księstwo żagańskie)
Herb Królestwa Sycylii
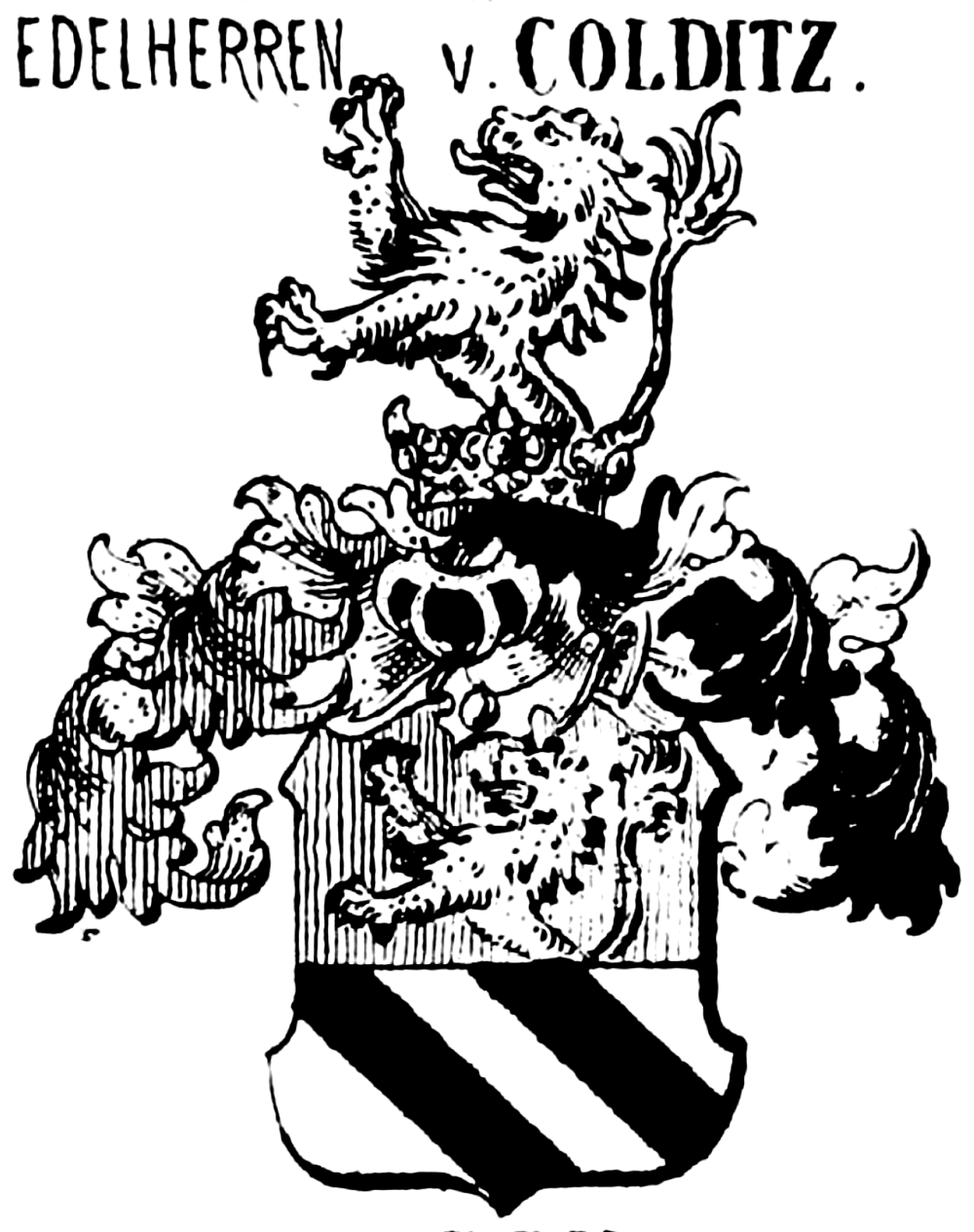
Herb Koldic  (von Colditz)
Herb księstwa żagańskiego
Herb Urszuli Branderburskiej(inne języki) (pole)

- po lewej stronie: Mesisen (Marchii Miśnieńskiej); Bayern (Bawarii), Meiland (Księstwa Mediolanu)[6]; Luthringen (Lotaryngii)[7]; Wirtemberg (Wirtembergii);  Baden (Badenii)[8]

Herb Marchii Miśnieńskiej
Herb Bawarii
Herb Księstwa Mediolanu
Herb Lotaryngii
Herb Wirtembergii
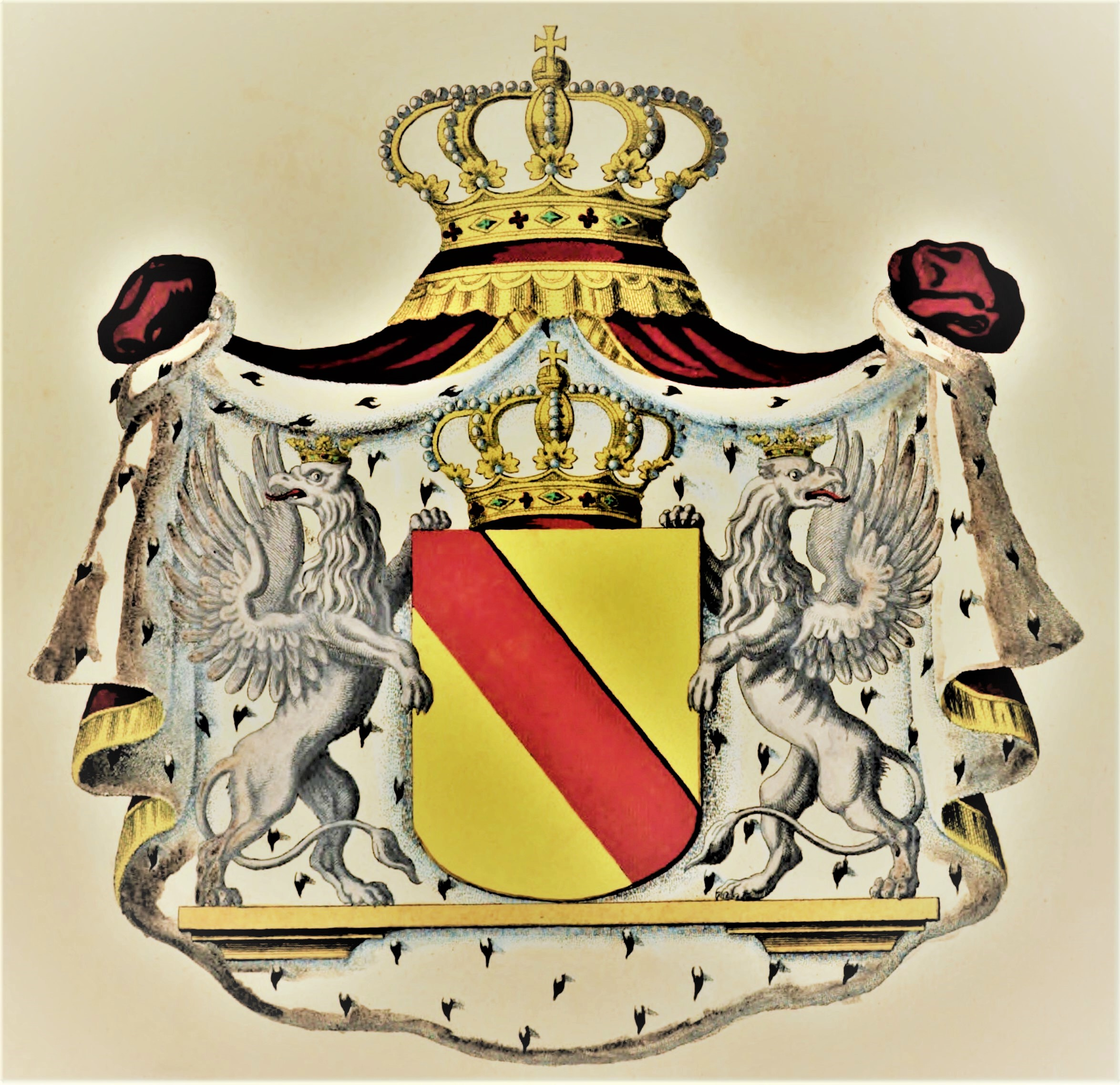
Herb Badenii (odmiana)

- po prawej stronie: Tschestolowicz (von Czastolowicz)[9]; Monsterberg (księstwa ziębickiego)[10], Troppen (księstwa opawskiego)[11], Duringen (Thüringen, Turyngii)[12], Sachsen (Saksonii)[13]; Oppeln (księstwa opolskiego)[14][15].

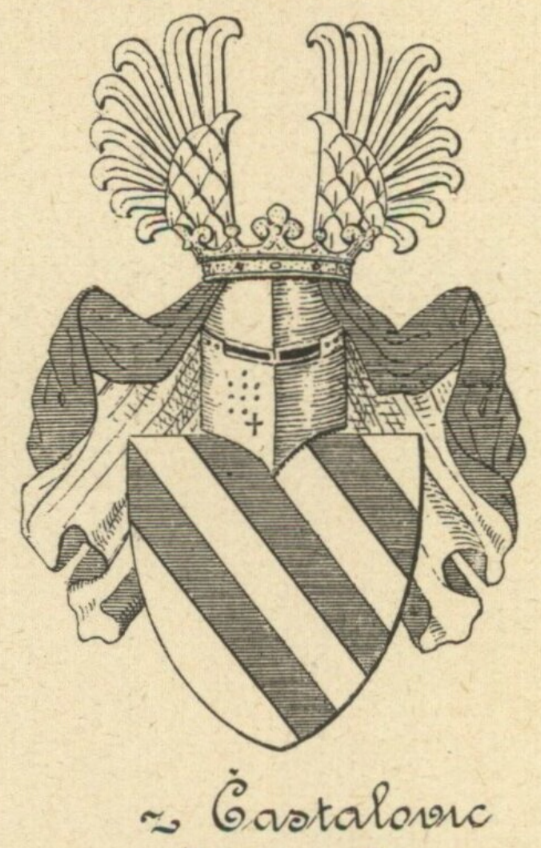
Herb Tschestolowicz (Častolovic)
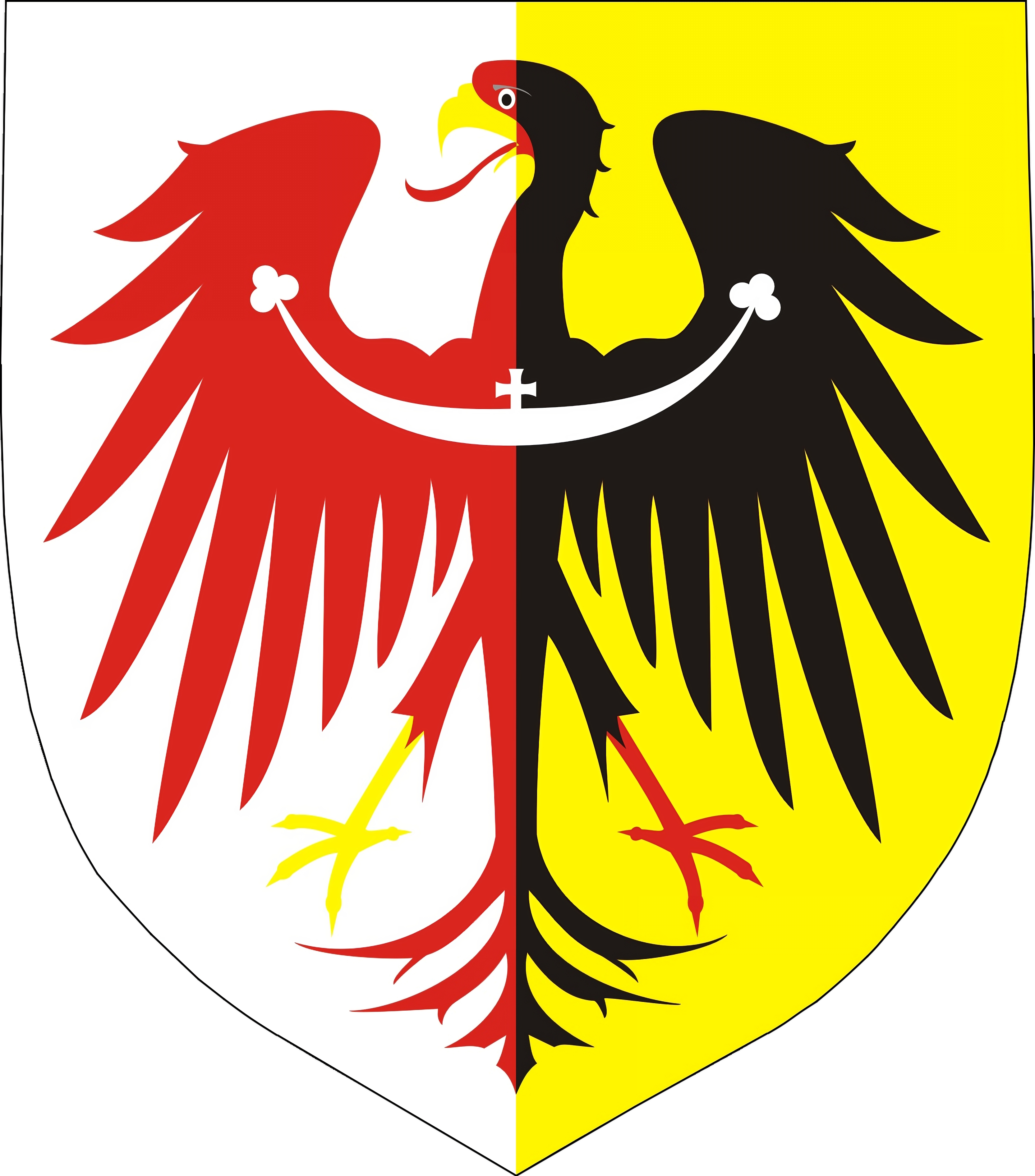
Herb księstwa ziębickiego
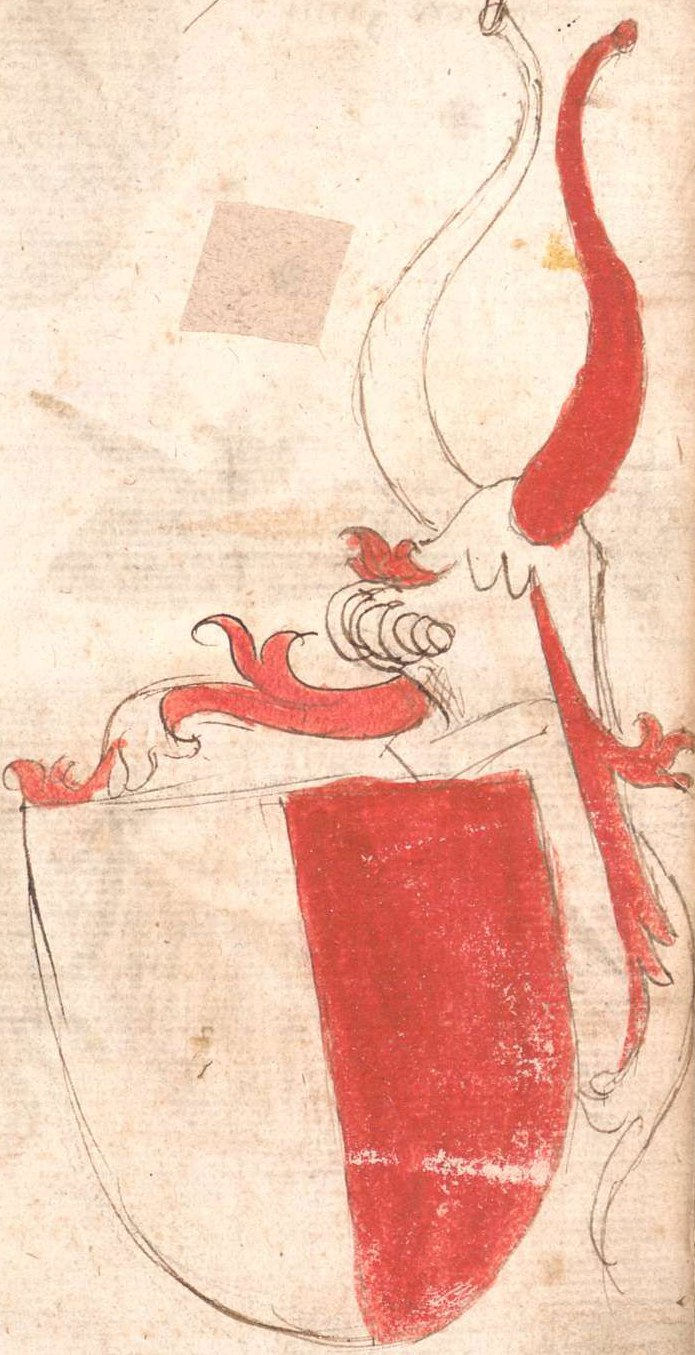
Herb księstwa opawskiego
Herb Turyngii
Herb Saksonii
Herb księstwa opolskiego

## Przodkowie
| Prapradziadkowie                                                                 | Wiktoryn Boček z Podiebradów, pan Kunštátu (1403–1427) ∞ok. 1419 Anna z Vartenberka (ok. 1402–?)          | Smil Holický, pan Šternberka (ok. 1390–1433) ∞ok. 1423 Barbara z Pardubic (1408–1431)                     | elektor Brandenburgii Fryderyk I (1371–1440) ∞1401 Elżbieta bawarska (1383–1442)                          | margrabia Badenii Jakub (1407–1453) ∞1421 Katarzyna lotaryńska (1407–1439)                                | ks. żagański Henryk VIII Wróbel (1357–1397) ∞1388 Katarzyna opolska (ok. 1367–1420) | elektor Saksonii Rudolf III (ok. 1367–1419) ∞1396 Barbara legnicka (1372–1436)   | ks. opawski Przemysł I (1365–1433) ∞ok. 1405 Katarzyna ziębicka (ok. 1390–1422)  | Půta Młodszy, pan Častolovic (ok. 1400–1434) ∞ok. 1420 Anna z Koldic (ok. 1405–ok. 1450) |
| Pradziadkowie                                                                    | kr. Czech Jerzy z Podiebradów (1420–1471) ∞1441 Kunegunda ze Šternberka (1612-1687)                       | kr. Czech Jerzy z Podiebradów (1420–1471) ∞1441 Kunegunda ze Šternberka (1612-1687)                       | elektor Brandenburgii Albrecht III Achilles (1414–1486) ∞1446 Małgorzata badeńska (1431–1457)             | elektor Brandenburgii Albrecht III Achilles (1414–1486) ∞1446 Małgorzata badeńska (1431–1457)             | ks. żagański Jan I (ok. 1385–1439) ∞1408 Scholastyka saska (1391–1463)              | ks. żagański Jan I (ok. 1385–1439) ∞1408 Scholastyka saska (1391–1463)           | ks. opawski Wilhelm (ok. 1410–1452) ∞1442 Salomea z Častolovic (ok. 1426–1489)   | ks. opawski Wilhelm (ok. 1410–1452) ∞1442 Salomea z Častolovic (ok. 1426–1489)           |
| Dziadkowie                                                                       | ks. ziębicki i oleśnicki Henryk I Starszy (1448–1498) ∞1467 Urszula Branderburska (1450-1508) (1450–1508) | ks. ziębicki i oleśnicki Henryk I Starszy (1448–1498) ∞1467 Urszula Branderburska (1450-1508) (1450–1508) | ks. ziębicki i oleśnicki Henryk I Starszy (1448–1498) ∞1467 Urszula Branderburska (1450-1508) (1450–1508) | ks. ziębicki i oleśnicki Henryk I Starszy (1448–1498) ∞1467 Urszula Branderburska (1450-1508) (1450–1508) | ks. żagański Jan II Szalony (1435–1504) ∞1462 Katarzyna Przemyślidka (1443–1505)    | ks. żagański Jan II Szalony (1435–1504) ∞1462 Katarzyna Przemyślidka (1443–1505) | ks. żagański Jan II Szalony (1435–1504) ∞1462 Katarzyna Przemyślidka (1443–1505) | ks. żagański Jan II Szalony (1435–1504) ∞1462 Katarzyna Przemyślidka (1443–1505)         |
| Rodzice                                                                          | ks. ziębicki i oleśnicki Karol I (1476–1536) ∞1488 Anna żagańska (ok. 1480–1541)                          | ks. ziębicki i oleśnicki Karol I (1476–1536) ∞1488 Anna żagańska (ok. 1480–1541)                          | ks. ziębicki i oleśnicki Karol I (1476–1536) ∞1488 Anna żagańska (ok. 1480–1541)                          | ks. ziębicki i oleśnicki Karol I (1476–1536) ∞1488 Anna żagańska (ok. 1480–1541)                          | ks. ziębicki i oleśnicki Karol I (1476–1536) ∞1488 Anna żagańska (ok. 1480–1541)    | ks. ziębicki i oleśnicki Karol I (1476–1536) ∞1488 Anna żagańska (ok. 1480–1541) | ks. ziębicki i oleśnicki Karol I (1476–1536) ∞1488 Anna żagańska (ok. 1480–1541) | ks. ziębicki i oleśnicki Karol I (1476–1536) ∞1488 Anna żagańska (ok. 1480–1541)         |
| Jan Podiebradowicz (1509–1565), ks. ziębicki i oleśnicki ∞ Krystyna Szydłowiecka | | | | |                                                                                     |                                                                                  |                                                                                  |                                                                                          |